# Confidences sur la fréquence
Confidences sur la fréquence, anche conosciuta con il titolo di Mondialement Vôtre è una raccolta della cantante italo-francese Dalida, pubblicata nel 1982 da Carrere.
Si tratta del terzo ed ultimo album del 1982.
Questa raccolta include le canzoni del nuovo singolo di Dalida Confidences sur la fréquence e versioni straniere di alcuni dei suoi pezzi. 
Vi è, ad esempio, una reinterpretazione di un vecchio brano in tedesco di nome Am Tag, als der Regen kam, che Dalida aveva già cantato nel 1959 anche nella sua versione in francese, Le jour où la pluie viendra.
Viene inoltre riproposta Danza, canzone in lingua italiana già inserita nei due album precedenti Special Dalida e La chanson du Mundial, pubblicati qualche mese prima di questa raccolta.
Il disco è nato come riconoscimento all'internazionalità della cantante.

## Tracce
Lato A
1. Confidences sur la fréquence
2. Si el amor se acaba me voy (versione in spagnolo di Quand je n'aime plus je m'en vais)
3. Danza (in italiano)
4. The great Gigi l'amoroso (versione in inglese di Gigi l'amoroso)

Lato B
1. Aghani aghani (in egiziano)
2. Pour un homme
3. Am Tag, als der Regen Kam (versione 1982)
4. Jouez bouzouki